# Heidelberg United FC
Heidelberg United FC (założony jako Alexander Soccer Club) – australijski klub piłkarski z siedzibą w dzielnicy Heidelberg w Melbourne (Wiktoria), założony w 1958 roku. Zespół występuje w rozgrywkach National Premier Leagues Victoria. W latach 1977 – 1987, 1989 i 1990 – 1995 uczestniczył w rozgrywkach National Soccer League (NSL). Zdobywca pucharu NSL Cup w 1993 roku, pięciokrotny mistrz stanu Wiktoria (1975, 1988, 1990, 2001, 2017) oraz triumfator rozgrywek National Premier Leagues w 2017 roku.

## Historia

### Lata 1958 – 1976
Klub Alexander Soccer Club został założony w 1958 roku i przystąpił do rozgrywek Victorian Metropolitan Leagues. W latach 1960–1976 uczestniczył w rozgrywkach stanowych na różnych szczeblach. W 1966 roku po raz pierwszy w swojej historii awansował do Victorian State League (pierwszy poziom rozgrywek piłkarskich w stanie Wiktoria), w której początkowo występował do 1968 roku, a następnie w latach 1970–1976. Zdobywając tytuł  mistrzowski w Victorian State League w 1975 rok. W 1971 roku klub zmienił nazwę na Fitzroy United Alexander SC.

### Lata 1977 – 1995
W 1977 roku klub przystąpił do rozgrywek krajowej ligi National Soccer League. Klub Fitzroy United zainaugurował rozgrywki w NSL w dniu 3 kwietnia 1977 roku w domowym spotkaniu przeciwko Eastern Suburbs. Spotkanie zakończyło się porażką gospodarzy w stosunku 1:3. W inauguracyjnym sezonie klub zajął 3. miejsce z dorobkiem 32 punktów.
W 1979 roku klub zmienił nazwę na Heidelberg United Football Club. W sezonie 1979 klub wywalczył 2. miejsce w rozgrywkach i awansował do serii finałowej rozgrywek. W serii finałowej klub zakończył swój udział na 3. miejscu w grupie mistrzowskiej i nie awansował do finału rozgrywek (tzw. Grand Final). W 1980 roku klub drugi raz z rzędu zakończył sezon na 2. miejscu i ponownie awansował do serii finałowej. W serii finałowej klub dotarł do finału rozgrywek, w którym podejmował drużynę Sydney City. Spotkanie zakończyło się zwycięstwem drużyny Heidelberg United w stosunku 4:0. Ponadto w rozgrywkach pucharowych NSL Cup w 1980 roku klub dotarł do finału rozgrywek, w którym uległ w dwumeczu drużynie Marconi Fairfield w stosunku 0:3 (I. mecz 0:0; II. mecz 0:3).
W sezonie 1982 Heidelberg United wywalczył w lidze 4. miejsce i ponownie awansował do serii finałowej rozgrywek. Heidelberg United zakończył swój udział na fazie ćwierćfinału, w którym uległ drużynie Wollongong City w stosunku 1:3. W rozgrywkach NSL Cup 1982 roku, klub drugi raz w swojej historii awansował do finału, w którym uległ drużynie APIA Leichhardt Tigers (1:2). W następnym sezonie NSL Cup (1983) Heidelberg United po raz trzeci wystąpił w finale rozgrywek, przegrywając w dwumeczu z drużyną Sydney Olympic w stosunku 0:2 (I. mecz 1:0; II. mecz 0:1).
W latach 1984 – 1986 liga NSL została podzielona na dwie Konferencje: Północną i Południową. Drużyna Heidelberg United występowała w Konferencji Południowej za każdym razem kończąc sezon zasadniczy na miejscu premiowany awansem do serii finałowej Konferencji Południowej. Najlepszy rezultat drużyna uzyskała w sezonie 1984. Wówczas dotarła do finału Konferencji Południowej, w którym uległa zespołowi South Melbourne FC w stosunku 2:4. Natomiast w sezonach 1985 i 1986 kończyła swój udział odpowiednio na fazie ćwierćfinału (porażka 0:2 z Preston Lions FC) i eliminacji (porażka 1:2 z Sunshine George Cross).
W latach 1987 oraz 1989 Heidelberg United dwukrotnie spadał z NSL do rozgrywek Victorian State League. Jednocześnie w latach 1988 i 1990 zwyciężał w rozgrywkach stanowych, uzyskując tym samym awans do NSL. Ostatni okres klubu w NSL przypadł na lata 1990 – 1995. W rozgrywkach ligowych klub kończył na miejscach, które nie dawały awansu do serii finałowej. Natomiast w rozgrywkach NSL Cup w sezonach 1992/1993 i 1994 klub dochodził do finału rozgrywek. W sezonie 1992/1993 Heidelberg United po raz pierwszy w swojej historii triumfował w pucharze NSL Cup. W finale pokonał zespół Parramatta Eagles 2:1. Natomiast w 1994 roku uległ zespołowi Melbourne Knights (porażka 0:6). Sezon 1994/1995 był ostatnim, w którym Heidelberg United uczestniczył w rozgrywkach NSL. Heidelberg United zakończył sezon na ostatnim 13. miejscu i spadł do rozgrywek Victorian Premier League. Ostatni mecz w NSL klub rozegrał w dniu 9 kwietnia 1995 roku przeciwko Melbourne Zebras. Spotkanie zakończyło się zwycięstwem Heidelberg United w stosunku 1:0.

### Od 1996 roku
Od 1996 roku klub Heidelberg United występuje w rozgrywkach stanowych. W latach 1996–1998, 2000–2002 oraz od 2005 roku klub występuje na pierwszym poziomie rozgrywek stanowych. Zdobywając trzy tytuły mistrzowskie w latach 2001, 2017 oraz 2018. Dodatkowo w 2017 roku klub triumfował w rozgrywkach National Premier Leagues. W finale pokonał zespół Brisbane Strikers w stosunku 2:0.

#### Collingwood Warriors
W 1996 roku klub Heidelberg United oraz klub futbolu australijskiego Collingwood Football Club utworzyły drużynę piłkarską Collingwood Warriors, która w sezonie 1996/1997 uczestniczyła w rozgrywkach NSL. Drużyna Collingwood Warriors zajęła w NSL 13. miejsce oraz triumfowała w rozgrywkach NSL Cup w 1996 roku. Po zakończonym sezonie drużyna Collingwood Warriors została rozwiązana w 1997 roku.

## Sukcesy

### Krajowe
- Zwycięzca meczu Grand Final (1): 1980[b];
- Finalista Konferencji Południowej w NSL (1): 1984;
- Zwycięzca pucharu NSL Cup (1): 1993;
- Finalista pucharu NSL Cup (4): 1980, 1982, 1983 i 1994;
- Mistrz National Premier Leagues (1): 2017[21].

### Stanowe
- Mistrz National Premier Leagues Victoria[c] (6): 1975, 1988, 1990, 2001, 2017 i 2018;
- Mistrz Victorian State League Division 1 (2): 2004, 2013;
- Mistrz Victorian Metropolitan League Division 1 (2): 1965, 1969;
- Mistrz Victorian Division 1 North (1): 1963;
- Mistrz Victorian Division 2 North (1): 1961;
- Mistrz Victorian Provisional League (1): 1960;
- Zwycięzca pucharu Dockerty Cup (1): 2017;
- Zwycięzca pucharu Hellenic Cup (3): 2008, 2010, 2014;
- Zwycięzca pucharu Radiomarathon Cup (4): 2005, 2008, 2009 i 2010;
- Zwycięzca pucharu Buffalo Gold Cup (1): 1985[21].